# Rivière Wilson (Beauce-Sartigan)
Pour les articles homonymes, voir Wilson et Wilson River.
La rivière Wilson coule dans la municipalité de Saint-Théophile, dans la municipalité régionale de comté (MRC) de Beauce-Sartigan, dans la région administrative de Chaudière-Appalaches, au Québec, au Canada.
La rivière Wilson est un affluent de la rive est de la rivière du Loup, un affluent de la rivière Chaudière laquelle coule vers le nord pour se déverser sur la rive sud du fleuve Saint-Laurent.

## Géographie
Les principaux bassins versants voisins de la rivière Wilson sont :
- côté nord : rivière Metgermette, rivière Metgermette Sud ;
- côté est : Frost Pond (É.U.A.), Stony Brook (É.U.A.), Roberts Brook (É.U.A.) ;
- côté sud : rivière du Portage Nord, rivière du Portage, ruisseau Oliva ;
- côté ouest : rivière Chaudière, rivière du Loup.

La rivière Wilson prend sa source au lac Wilson (longueur : 0,4 km ; altitude : 517 m) dans le canton de Metbermette-Sud, dans Saint-Théophile. Ce lac est situé à une centaine de mètres au nord-ouest de la frontière du Maine (États-Unis) et du Québec (Canada). Ce lac est situé à l'est d'un sommet (565 m) de montagne.
À partir de sa source, le cours de la rivière Wilson coule sur 16,7 km répartis selon les segments suivants :
- 2,9 km vers le nord-ouest, jusqu'à la confluence de la décharge (venant du nord) d'un petit lac ;
- 1,9 km vers les sud-ouest, jusqu'à la confluence d'un ruisseau (venant du nord) ;
- 3,3 km vers le sud-ouest, jusqu'à la confluence d'un ruisseau (venant du nord) ;
- 7,8 km vers le sud-ouest, jusqu'à la route 173 ;
- 0,8 km vers le sud-ouest, jusqu'à sa confluence.

La rivière Wilson se jette sur la rive est de la rivière du Loup à Saint-Théophile. Cette confluence est située au nord du hameau "Armstrong", à 1,1 km en aval de la confluence de la rivière du Portage et en amont de la confluence de la rivière Metgermette.

## Toponymie
Le toponyme Rivière Wilson a été officialisé le 5 décembre 1968 à la Commission de toponymie du Québec.